# Banca di Trento e Bolzano
La Banca di Trento e Bolzano (in tedesco, Bank für Trient und Bozen), abbreviata in BTB, è stato un istituto di credito italiano.

## Storia
La banca fu fondata nel 1934 a Trento dalla Società Anonima Finanziaria Immobiliare Trentina (oggi Istituto atesino di sviluppo Spa) per sostituire dopo un salvataggio la vecchia Banca del Trentino e dell'Alto Adige fondata nel 1927 a seguito della fusione coattiva voluta dal regime fascista tra la Banca Cooperativa di Trento, di matrice liberalnazionalista e gestita dall'epoca da esponenti del fascismo locale, e la Banca Cattolica. Nel gennaio 1947 iniziò l'espansione in Alto Adige con l'apertura di filiali a Bolzano e Merano. Nel dicembre 1995 è stata ceduta dall'Istituto atesino di sviluppo Spa al Banco Ambrosiano Veneto, poi confluito in Banca Intesa e infine in Intesa Sanpaolo.
Il 20 luglio 2015 è stata fusa per incorporazione nella capogruppo Intesa Sanpaolo S.p.A.